# 卑南遺址
卑南遺址，位於台灣台東縣卑南山東南端的山麓，是屬於台灣東部的新石器時代卑南文化的一個代表性遺址。根據考古學家的推斷，該遺址存在的年代大約是在距今5300至2300年前，其中又以距今3500至2300年前最為興盛。卑南遺址的廣義面積可達100萬平方公尺(約100公頃)，是目前台灣所發現最大的史前聚落。此外，卑南遺址也出土了許多石板棺以及棺內精美的陪葬品，是環太平洋地區規模最大的石板棺墓葬群遺址。
目前，卑南遺址不但是中華民國行政院文化建設委員會所指定的國定遺址，同時在該處也設有卑南文化公園，是台灣第一個考古遺址公園，園區面積約30公頃(30萬平方公尺)。

## 遺址挖掘簡史

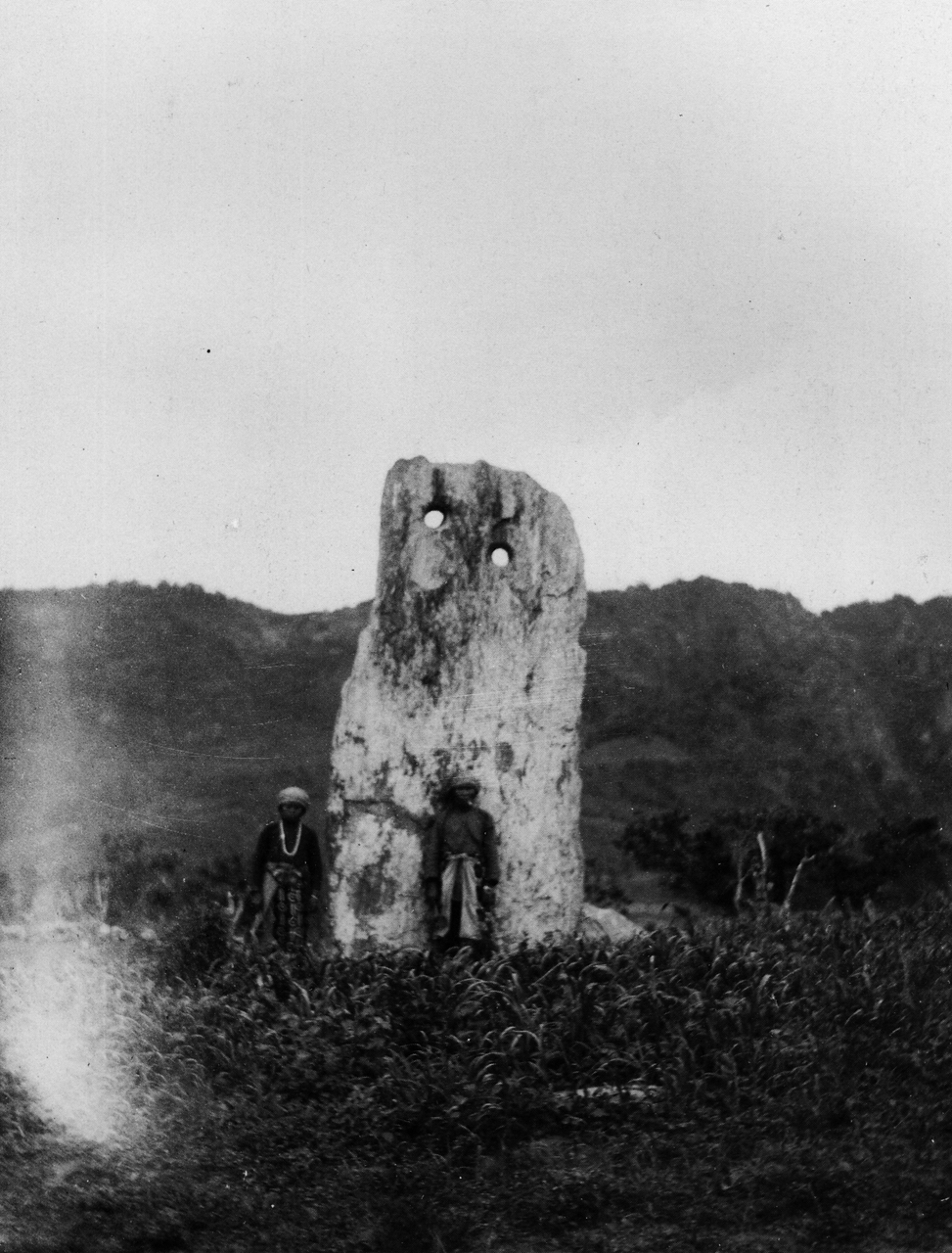
鳥居龍藏所攝臺南縣臺東支廳卑南遺址石柱，明治二十九年（1896年）

卑南遺址最早的日本籍人類學者鳥居龍藏所開始，他曾為卑南遺址的石柱拍攝兩幀照片，其拍攝時間可能約在1896年。而鹿野忠雄則是第一位將卑南遺址當作考古遺址加以研究的學者，在鹿野忠雄1930年發表的文章中曾敘述在卑南遺址所在處有數不清的板岩石柱豎立於地表上。1945年時，金關丈夫和國分直一首次對最大立石的周圍開始進行試掘，並發現埋藏於遺跡地底的陶器以及住屋遺跡。
二次大戰結束之後，雖然有不少台灣學者陸續前來卑南遺址進行調查，但都未曾做過發掘。1980年，南迴鐵路卑南車站（即今臺東車站）開工，將地下沉睡數千年的遺構、遺物大量揭露，並造成嚴重破壞，而引起輿論及各方的高度關切。台東縣政府遂委託台灣大學人類學系的宋文薰、連照美兩位教授，進行搶救考古。搶救考古工作共進行13梯次，前後長達9年，成果十分豐碩。無論是發掘面積、出土石棺及遺物數量皆是台灣考古史的空前紀錄，尤其是大量精美玉器重現於世，令人驚艷。

## 卑南文化
史前考古學文化新石器時代晚期文化.此一以卑南遺址為代表的文化體系，於日治末期、戰後初期已為學者所認知，但遲至1976年考古學者宋文薰提出以台東市卑南遺址為代表的「卑南系統的文化」1978年稱「卑南文化」

## 卑南遺址聚落描述以及出土器物

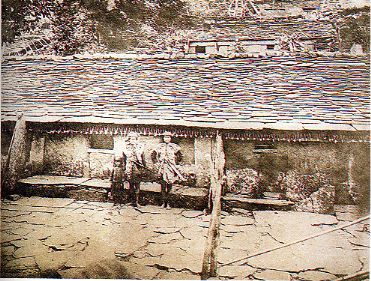
排灣族來義社頭目家的石板屋建築，其基礎結構和卑南遺址的建築有部分相似/ 日本人類學家森丑之助攝於日治時期/ 詳細拍攝日期不詳

卑南遺址的範圍相當大，面積超過30萬平方公尺。不但聚落龐大，而且建築物成排分佈，格局嚴謹，已經是頗具組織的社會結構。其住屋略成南北軸向，遙指都蘭山。每棟家屋坐西朝東，遠望溪流與海洋。家屋主體為長方形平面，東西長11.5公尺。南北寬5.5公尺。以板岩石板、大漂石為牆基，木材為柱，屋牆、屋頂葺以竹架、茅草。屋前以石板舖成方形前庭，屋後有橢圓形砌石圈，用來儲存食物及大陶罐。聚落中還有零星分佈的高架榖倉，支柱上配有防鼠板。
狩獵與農耕是卑南文化人的主要生業。他們在山林間獵野豬，在丘陵、平原捕梅花鹿。種植的穀物有旱稻、小米，以「山田燒墾」方式開闢田地。出土的農耕工具相當多，有墾地伐木的石鋤、石斧，收割的石刀、石鎌，舂榖的石杵等。狩獵的主要工具則有石矛、石鏃等。聚落雖然瀕臨卑南大溪，但村民並不擅長捕魚，魚類只是輔助的食物。
長期定居促使族人發展出各類工藝技術。除了農具、獵具等石器外，陶器是日常生活最普遍的用具之一，主要用來盛水、儲物及烹煮。陶器通常是手製，偶而使用轉盤整修技術，以露天方式燒成，火侯較低。外表以橙色素面為主，少有紋飾。主要器形有罐、缽、小口瓶等容器，以及陶紡輪、陶槌、陶勺、陶匙等工具，也有少許裝飾品如陶珠、陶環，隨葬品如陶偶等。
精緻的玉器最能顯現族人審美觀與工藝技術能力。包括玉與似玉材質製成的頭飾、耳飾（如長條形玉耳飾）、頸飾（如小玉鈴）、胸飾、腕飾、臂飾（如喇叭形環），以及一些非實用性的武器、工具，式樣繁多，風格別具。造形上，以玦形耳飾最富於變化。其中人獸形玦造形可作為代表，已被國立台灣史前文化博物館選為該館的館徽。這些玉器多為族人平常的裝飾品，人過世後則當作隨葬品長埋地底。從這些玉器的精細程度來判斷，很可能已經有人專門從事玉石飾品製作，並以玉製器物來交易。
此外，有數以千計的石板棺埋在卑南遺址的建築物底部，成帶狀分布，而且與地上建築物的座向相同，顯然意義非比尋常。棺內更有豐富又精美的陪葬玉器、陶器，可見當時人已有靈魂觀念，相信死後另有世界，並且有相沿成俗的喪葬儀禮。出土的家屋與墓葬上下緊密交疊，成為卑南遺址的一大特色。
該遺址也發現了被獵頭的無頭遺骸，很可能是因為族群擴張領域、爭奪自然資源，開始出現部落間的爭戰。

## 卑南考古遺址的月形石柱
目前國定卑南考古遺址地表上僅存之史前石柱，也是國定卑南考古遺址的重要象徵地標。石柱頂端原本應為圓形穿孔，被發現時已破損僅剩半圓殘孔，因狀似弦月而被稱為「月形石柱」。
根據日治時期學者的紀錄，卑南考古遺址曾有許多石柱豎立於地表，1896年鳥居龍藏在臺灣東部進行調查時，曾在此拍攝紀錄月形石柱的影像，也是最早的紀錄。而1927、1929年鹿野忠雄先生多次調查卑南遺址，發現這些石柱的寬面幾乎都呈北偏東—南偏西走向，且上段皆有穿孔，並繪製月形石柱的簡圖記錄，他認為月形石柱缺口處應是支撐橫柱之用，當地部落族人則說明這些石柱是以前的部落遺留下來的，因此應是房屋結構的一部分。
月形石柱露出地面的高度為447公分，寬153公分、厚19公分，為板岩材質，目前普遍認為月形石柱應為卑南文化時期的建築遺構，距今約3500年前。不過遺址現地並沒有板岩石材，史前人應從至少5公里外採集製作石柱、石板的材料運回來，考量距離以及石材體積重量，石柱應具有特殊意義，且當時的人群應具有一定規模，才能完成這麼繁重的工作。
關於月形石柱的功能意義，除了作為房屋結構的一部分之外，也有人從石柱排列角度「北偏東30度」及太陽升起的方向，推測石柱可能作為天文觀察的工具，但未能證實。

### 傳說故事
由於月形石柱已屹立在土地上數千年之久，附近居民也流傳著關於石柱的相關傳說故事。在卑南遺址旁的卑南族普悠瑪部落有一個傳說，大意是早期生活在卑南遺址上的是阿美族其中一氏族（Raranges），因為一些糾紛受到了詛咒，降下了地震及大火，原來在遺址上的東西都幾乎化成灰燼，只留下一座座石柱仍屹立不搖。普悠瑪部落族人也因為這個傳說故事而將此地視為禁地。

## 卑南考古遺址的砌石圈與砌石牆
卑南考古遺址的砌石圈與砌石牆為卑南文化時期的結構遺留，主要以橢圓形的礫石堆疊並填土加固而成，單面整齊。砌石圈是圓形封閉的結構，為聚落中的儲藏空間，砌石牆則是堆砌成牆面，具有連續性與方向性，為聚落性的結構，用以區隔不同空間。
卑南遺址是一個定居的聚落遺址，從歷年的發掘成果已揭露豐富且具規模的建築結構，可分為「『砌石圈』—『砌石牆』」、「『立石結構』、『小住屋』及『鋪石地面』」等類型組合，具有不同的功能意義。觀察砌石圈的構築方式，當時的人群先向下挖掘約30~40公分的深度後，揀選較大、較長的橢圓形扁礫石，將礫石以豎立的方式先圍成方形作為結構的基礎，再鋪上較小的礫石並向上堆疊，整體內部深度約150公分，從基礎往上口擴大類似漏斗形狀，開口呈圓形、橢圓形，也有少量的矩形，大小相當一致，口徑大約在150~200公分之間。砌石圈內出土的遺留物皆為陶容器，出土時呈原地破裂而且沒有受到人為擾亂，部分還可見完整的豬、鹿下顎骨，學者據此推測應為儲藏用途。而通常砌石圈位於家屋後方，並由再以礫石堆砌起牆面形成砌石牆以區隔不同的空間，是相對安全的位置。

## 卑南考古遺址的石板棺
卑南考古遺址之石板棺出土數量及完整性為臺灣首見，自1980搶救發掘工作以來，已出土超過2000具。由於石板棺內常保存相對完整之人骨，並且有大量且精美的陪葬品得以一窺距今3500年前卑南文化的埋葬習俗、社會組織以及工藝技術，提供豐富的研究分析材料，除了研究與展示意義之外，精緻的陪葬品也曾吸引盜墓者及古物商趨之若鶩，因此石板棺的重要性與特殊性可見一斑。
卑南遺址的石板棺主要利用厚度較薄且平整的板岩材質石板，在底部、側邊以及頂部拼裝成長方形的石板棺，棺內大小剛好可容納一個人平躺的大小，亦可反映死者的身高以及年齡，因此研究者也透過測量石板棺長度分析卑南文化社會組成。卑南遺址以長方形石板棺為主，依組合形式分為「卑南型」、「岩灣型」、「中介型」，少數非長方形石板棺則僅頭部有石板保護及無棺葬。埋藏形式以單體埋葬且為仰身直肢葬為主，晚期則出現連續使用同一石板棺之複體葬，石板棺墓葬方向主要呈東北-西南走向，與房屋方位一致，並且可能為室內葬。

石板棺內的陪葬品相當豐富，以玉器的數量及種類最多，包含各式精美玉飾品例如人獸形玉玦、鈴形玉串飾、喇叭形玉環、玉管等特色玉器已登錄為臺灣國寶並典藏於國立臺灣史前文化博物館之外，還有各種玉耳飾、管珠等，以及各種製作精良的工具如玉斧、玉矛等。陶器則多以雙豎把罐、豆形器為常見之陪葬容器。

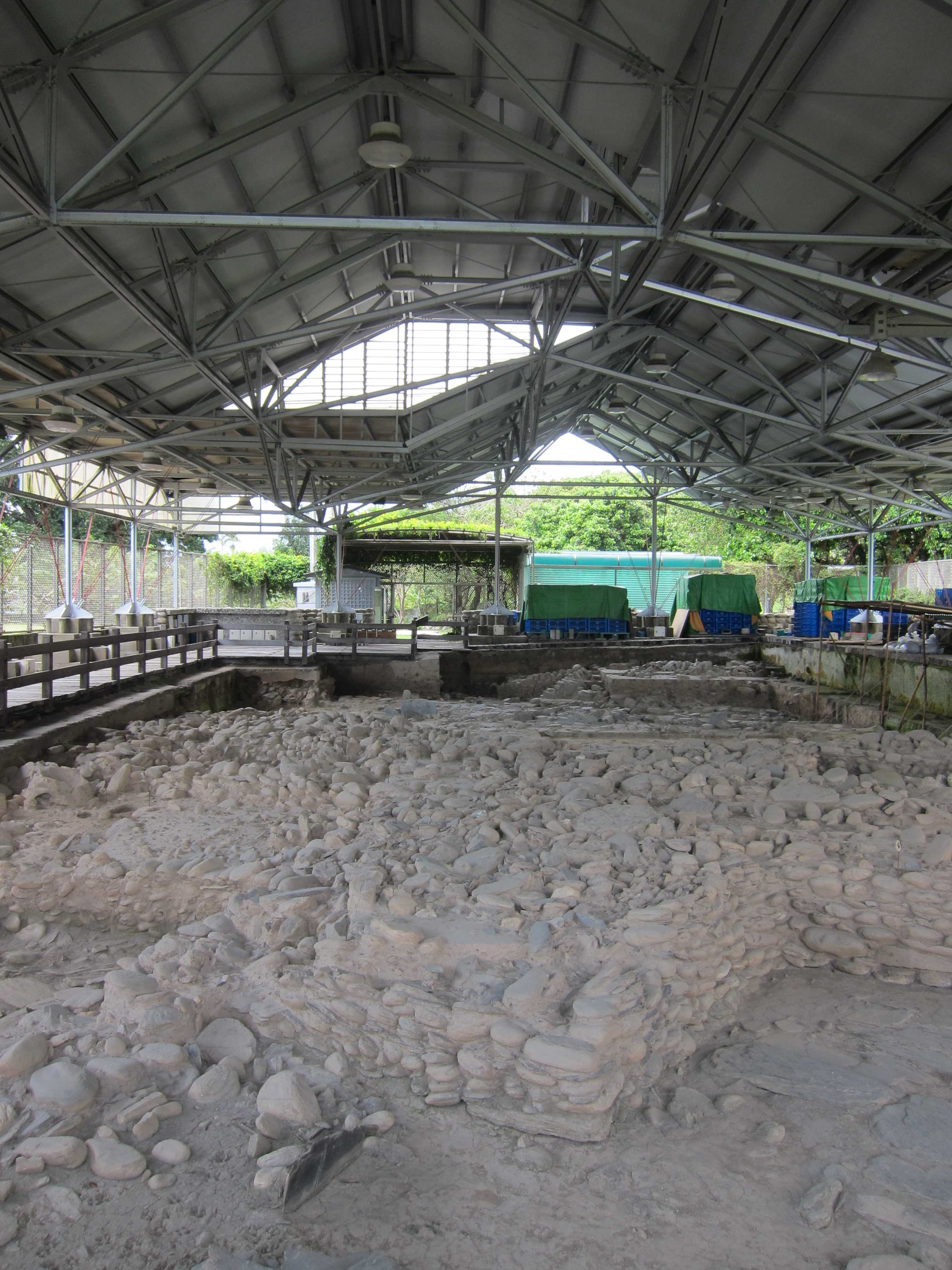
卑南遺址

## 遺址公園的誕生

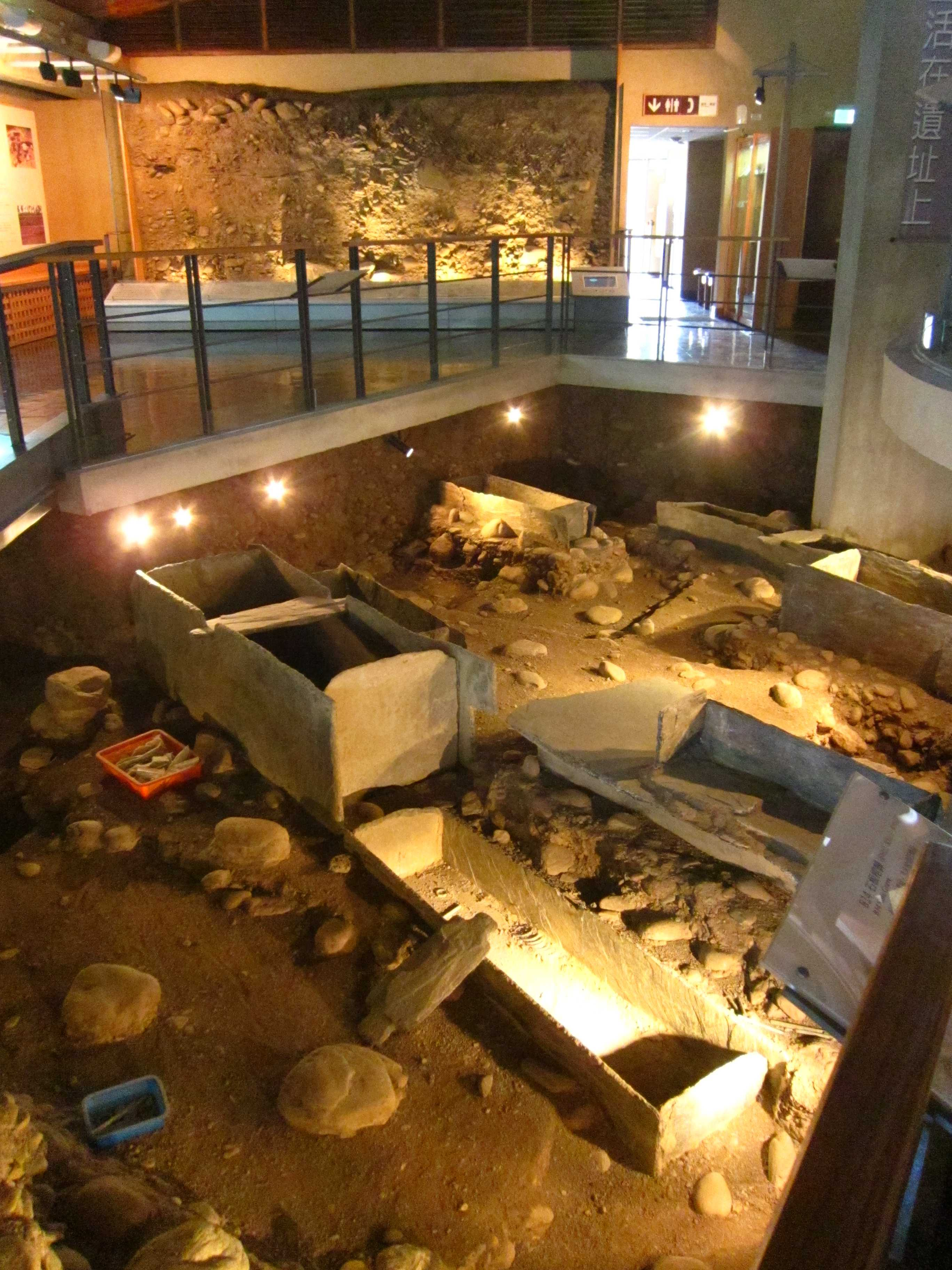
卑南文化公園內的部分石棺挖掘現場(橋下石棺均為複製品)

基於卑南遺址的重要性，宋文薰教授於1982年即建議就地興建野外博物館。1988年，卑南遺址被中華民國內政部列為國家一級古蹟。1991年，中央政府決定將遺址現地規劃為「卑南文化公園」。2002年8月，位於卑南遺址附近臺東市康樂車站的國立台灣史前文化博物館首先開幕。4個月後，卑南文化公園遊客中心正式對外開放，台灣第一個遺址公園於焉誕生。
2018年卑南文化公園更名為卑南遺址公園。
整個卑南遺址公園的規劃理念，是將遺址視作一個蒼穹博物館。因此，該公園的一個特色，就是可以在園區內看到現場的考古發掘展示。
卑南遺址公園的地址是台東市文化公園路200號。

## 相關文獻及報告
(按照作者姓氏漢語拼音順序排列)
- 連照美，1982，卑南遺址第109號墓葬及其相關問題。臺灣大學文史哲學報，no. 31：191-221。
- 連照美，1989，卑南遺址搶救考古發掘始末。考古人類學刊，no. 45：66-84。
- 連照美、宋文薰，1983，台東縣卑南遺址發掘報告（一）。考古人類學刊，no. 43：117-36。
- 連照美、宋文薰，1985，卑南遺址發掘資料整理報告．第二卷：墓葬分析。台北：國立台灣大學人類學系。
- 林志興、林文賢、林娜鈴，1998，卑南遺址的故事。台東市：國立臺灣史前文化博物館籌備處。
- 呂理政、夏麗芳，1997，卑南遺址與卑南文化。台東市： 國立臺灣史前文化博物館籌備處。
- 宋文薰、連照美，1984，卑南遺址發掘資料整理報告．第一卷：遺址發掘與陪葬品分析。台北：國立台灣大學人類學系。
- 宋文薰、連照美，1986，卑南遺址發掘資料整理報告．第三卷：遺址堆積層次及文化層出土遺物之分析研究。台北：國立台灣大學人類學系。
- 宋文薰、連照美，1987，卑男遺址第9-10次發掘工作報告。台北：國立台灣大學人類學系。
- 宋文薰、連照美，1988，卑男遺址第11-13次發掘工作報告。台北：國立台灣大學人類學系。
- 譚麗平、連照美、余炳盛，1997，臺灣卑南遺址出土玉器材料來源之初步研究。考古人類學刊，no. 52：211-20。
- 王強，1983，談台東卑南遺址。人類與文化，no. 18：36-49。
- 楊淑玲，1997，卑南遺址出土的玉器。 台東市：國立臺灣史前文化博物館籌備處。

## 外部連結
- 文化部文化資產局——卑南考古遺址（页面存档备份，存于）